# Río Galwan
El río Galwan fluye desde la disputada región de Aksai Chin, administrada por China, hasta el territorio de la unión de Ladakh, en la India. Se origina al este de la zona de Samzungling en el lado oriental de la cordillera del Karakoram y fluye hacia el noroeste para unirse al río Shyok.
El punto de confluencia está a 102 km al sur de Daulat Beg Oldi en la carretera Darbuk-Shyok-DBO. El propio río Shyok es un afluente del río Indo, lo que hace que el Galwan forme parte del sistema del río Indo.
El estrecho valle del río Galwan, a medida que fluye a través de las montañas Karakoram, ha sido un punto de discordia entre China y la India en su disputa fronteriza. En 1962, un puesto de avanzada establecido por la India en la parte alta del valle del Galwan causó un "apogeo de la tensión" entre los dos países. China atacó y eliminó el puesto en la guerra de 1962, llegando a su línea de reclamación de 1960. En 2020, China intentó avanzar más en el Valle de Galwan, lo que llevó a un sangriento enfrentamiento el 16 de junio de 2020.

## Otras lecturas
- Kler, Gurdip Singh (1995), Unsung Battles of 1962, Lancer Publishers, pp. 111-, ISBN 978-1-897829-09-7.
- Galwan, Ghulam Rassul (1923), Criado De Sahibs, Cambridge.

- Datos: Q13507935